# آمریکایی زشت (فیلم)
آمریکایی زشت (انگلیسی: The Ugly American) فیلمی ماجراجویی به کارگردانی جرج انگلند بر اساس رمانی به همین نام نوشته یوجین بوردیک و ویلیام لدرر است که در سال ۱۹۶۳ منتشر شد.

## بازیگران
- مارلون براندو
- ساندرا چرچ
- ایجی اوکادا
- پت هینگل
- آرتور هیل
- کارل بنتون رید
- جاسلین براندو
- فیلیپ اوبر
- استفان اشنابل